# Port lotniczy Torres
Port lotniczy Torres (IATA: TOH, ICAO: NVSD) – port lotniczy położony na wyspie Linua w grupie Wysp Torresa (Vanuatu).